# Transporte Bicentenario
Transporte Bicentenario es una línea de colectivo comunal, gratuito, perteneciente al Partido de Vicente López, ubicado al norte de la ciudad de Buenos Aires. El mantenimiento integral de los coches de esta línea está a cargo de la intendencia de este partido. Las unidades integrantes de la flota fueron donadas por el grupo DOTA (Doscientos Ocho Transporte Automotor S.A.), prestataria de diferentes líneas del área metropolitana. Esta línea cubre parte del recorrido que ofrecía la línea 792, también comunal, desaparecida hace una década aproximadamente.
Cubre las partes oeste y sur de este municipio, uniendo las distintas Unidades de Atención Primaria, las Delegaciones de los barrios de Munro, Carapachay, Villa Martelli, Villa Adelina y Florida Oeste, como así también a la Maternidad Santa Rosa, ubicado en Florida Oeste, Jardines de Infantes y Maternales de esta zona y al Centro Recreativo de la Tercera Edad, siendo éste el punto cúlmine del recorrido. La principal característica de esta línea comunal es que sus choferes son mujeres.

## Unidades
Colores: las unidades están pintadas íntegramente de blanco, con vivos en verde y negro, con las inscripciones «Municipalidad de Vicente López, Ciudad para vivir» en el frente y «Bicentenario» en los laterales.
Unidades en Circulación: 8

## Puntos de Interés dentro o en cercanías del recorrido
- Estación Villa Adelina
- Unión Vecinal Villa Adelina
- Polideportivo Juan Domingo Perón
- Biblioteca Popular Martín Güemes
- Torre Ader
- Estación Carapachay
- Estación Munro
- Clínica Independencia
- Ce.Mi.Na Florida Oeste
- Estadio de Colegiales
- Estación Florida
- Estación M. M. Padilla
- Parque Sarmiento
- Quinta Trabucco
- Dot Baires Shopping
- Estación Juan B. Justo
- Estadio Ciudad de Vicente López
- Estación Aristóbulo del Valle
- Puente Saavedra
- Terminal de Ómnibus de corta y media distancia de Vicente López
- Club Banco Nación
- Centro Recreativo de la Tercera Edad
- Parque de los Niños
- Puente Distribuidor Presidente Néstor Kirchner
- Paseo Costero de Vicente López Rául Ricardo Alfonsín
- Anfiteatro de la Costa "Arturo Umberto Illia"
- Torres del Milenio

## Recorrido y frecuencias

### Frecuencias
Ramal 1: Villa Adelina - Tercera Edad

#### Lunes a viernes
- De 05:00 a 22:40 : cada 40 minutos
- Último servicio: parte de la cabecera Villa Adelina a las 21:00, efectuando servicio corto hasta la Base Operativa (el último coche que realiza recorrido completo parte a las 20:40).
- Último servicio: parte del Centro Recreativo de la Tercera Edad a las 22:00, efectuando servicio corto hasta la Base Operativa (el último coche que realiza recorrido completo parte a las 20:40).

#### Sábados, domingos y feriados
- De 08:00 a 19:40 : cada 40 minutos
- Último servicio: parte de las cabeceras a las 19:15

En 2015 la Línea 111 había donado 8 coches a la Municipalidad de Vicente López, pero a febrero de 2018 apenas 4 se encontraban plenamente operativas, lo cual forzó a reducir la frecuencia a 40 minutos.

Ramal 2: Blanco Encalada - Avenida Maipú (por las calles San Lorenzo y Pelliza)
Lunes a viernes
•   De 05:00 a 22:00 : Cada 30 minutos
•   Último servicio: Sale a las 21:00
Sábados, domingos y feriados
•   De 08:00 a 19:00 : Cada 30 minutos
•   Último servicio: Sale a las 18:00